# Саяпін Дмитро Вікторович
Дмитро Вікторович Саяпін (рос. Дмитрий Викторович Саяпин; 15 липня 1977, м. Смирново, СРСР) — білоруський хокеїст, захисник. 
Вихованець хокейної школи «Авангард» (Омськ). Виступав за «Авангард» (Омськ), «Амур» (Хабаровськ), «Сибір» (Новосибірськ), «Южний Урал» (Орськ), «Кедр» (Новоуральськ), «Енергія» (Кемерово), «Янтар» (Сіверськ), «Супутник» (Нижній Тагіл), «Мотор» (Барнаул), «Зауралля» (Курган), «Німан» (Гродно).
Срібний призер чемпіонату Білорусі (2011).